# Nacionalni muzej u Tokiju
Nacionalni muzej u Tokiju (jap. 東京国立博物館, Tōkyō Kokuritsu Hakubutsukan), skr. TNM, je umetnički muzej smešten uz zoološki vrt Ueno Park u Taitou, središnji Tokio. Smatra se najstarijim nacionalnim muzejom u Japanu; najveći je umetnički muzej u Japanu i jedan je od najvećih umetnički muzeja u svetu. Jedan je od četiri muzeja kojima upravlja Nacionalni zavod za kulturnu baštinu (jap. 国立 文化 財 機構).
Muzej sakuplja, čuva i prikazuje opsežnu kolekciju umetničkih dela i kulturnih predmeta iz Azije, s naglaskom na drevnu i srednjovekovnu japansku umetnost i azijsku umetnost duž Puta svile. Tu je i velika zbirka grčko-budističke umetnosti. Muzej čuva više od 110.000 kulturnih dobara, uključujući 89 koji su japansko nacionalno blago, 319 blaga Horjujija i 644 važna kulturna dobra. Uz to, u muzeju se nalazi preko 3.000 kulturnih dobara koje su donirali pojedinci i organizacije, uključujući 55 koji su nacionalno blago i 253 važna kulturna dobra (od marta 2019). Muzej takođe sprovodi istraživanja i organizuje obrazovne događaje vezane uz njegovu zbirku.
Muzej se sastoji od zgrada: Honkan, u kojoj je japanska galerija; Heiseikan i Hjokeikan, u koijma se održavaju posebne izložbe; Tojokan, u kojoj je azijska galerija; Galerija blaga Horjujija, u kojoj su važne relikvije izvorno sačuvanih u Horju hramu Nare; Kuroda memorijalna dvorana, u kojoj je zbirka radova slikara Kurode Seikija; i istraživačkog i informacijskog centra. U sklopu muzeja nalaze se restorani i trgovine, izložbe na otvorenom (uključujući Kuromon) i vrt u kojem posetioci mogu uživati u sezonskim pogledima.
Zapadna umetnost izvan nadležnosti TNM-a smeštena je u obližnjem Nacionalnom muzeju zapadnjačke umetnosti.

## Istorija
Tokijski nacionalni muzej bio je prvi muzej koji je otvoren u zemlji. Inauguracija je održana 1872. godine u Taisendenu, a tada se zvao Carski muzej. Ubrzo nakon otvaranja za javnost muzej se preselio u Učijamašita-čo (danas Učisaivai-čo), a 1882. godine se vratio na svoje trenutno mesto, u park Ueno. Tokom 20. veka muzej je pretrpeo neka oštećenja, poput velikog Kanto zemljotresa 1923. i Drugog svetskog rata, tokom kojeg je bio zatvoren.

### Izložba Jušima Seido
Tokijski nacionalni muzej je najstariji nacionalni muzej u Japanu. Smatra se da je njegovo poreklo bila izložba Jušima Seido ili Šohejzaka, javna izložba carskih umetničkih dela i naučnih primeraka koju je od 10. marta do 30. aprila 1872. godine održavalo odeljenje za muzeje Ministarstva prosvete tokom 5. godine meidži ere. Autentičnost predmeta je potvrđena nedavnim Jinšinskim pregledom, kojim su katalogizovani i verifikovani različiti carski, plemićki i hramski posedi širom zemlje. U režiji Šigenobu Okume, Cunetami Sanoa i drugih, izložba iz 1872. proširila je izložbu iz 1871. u Tokijskoj školi Kajsei (danas Univerzitet u Tokiju) kako bi se pripremila za međunarodni eksponat na Svetskoj izložbi u Beču 1873. kojom se slave proizvodi Franca Josifa i podstiče izvoz; 24 inženjera su takođe poslata sa delegacijom da proučavaju najsavremenije zapadno inženjerstvo na sajmu za upotrebu u japanskoj industriji. Popisani su najvažniji proizvodi svake pokrajine i sakupljena su po dva primerka, jedan za izlaganje u Beču, a drugi za čuvanje i izlaganje u novom muzeju. Izložba iz 1872. godine, održana u dvorani Tajseiden bivšeg konfučijanskog hrama u Jušima Seido u naselju Šohejzaka, bila je otvorena svakog dana od 9 do 16 časova i na kraju je primila oko 150.000 ljudi. Izložba iz 1873. u Beču, osim zbirke regionalnih predmeta, uključivala je i punu japansku baštu sa svetilištem, model nekadašnje pagode u Tokijskom carskom hramu, ženski zlatni šači iz zamka Nagoja i kopiju od papira-mašea Kamakura Bude. Sledeće godine Sano je sastavio izveštaj o sajmu u 96 tomova podeljenih u 16 delova. Gotfrid Vagener, nemački naučnik koji je tada radio u Tokiju, napisao je svoje izveštaje o „Muzeju umetnosti u pogledu umetnosti i raznih zanata“ i „Osnivanju Tokijskog muzeja“, snažno se zalažući za stvaranje muzeja po zapadnom uzoru u japanskoj prestonici.
- Stari Jušima Seido (1830)
- Muški šači iz zamka Nagoja na izložbi. Šosajev ukijoe print.
- Direktori izložbe, pred zlatnim šačijem u dvorištu Tajzejden (1872)

### Muzej Učijamašita
Dok je trajao svetski sajam u Beču, Izložbeni biro je organizovao lokalne predmete u privremenu postavku u kompleksu u Učijamašita-čo (sada 1-Čome u Učisajvaj-čo), odmah jugoistočno od Carske palate, u marta 1873. Ona je otvorena 15. aprila i bila je otvoren za javnost naredna 3½ meseca, nakon čega je bila otvoren danima u svakom mesecu koji se završavaju brojevima 1 ili 6. Posebna izložba 1874. bila je fokusirana na novu tehnologiju u medicini, hemiji i fizici. Muzej je 30. marta 1875. premešten u nadležnost Ministarstva unutrašnjih poslova. Do tada je obuhvatao sedam zgrada — uključujući staklenik — sa izložbama koje pokrivaju japanske antikvitete, poljoprivredu i prirodne nauke; teren je imao prostor za stoku i prostoriju za medvede. Muzej je i dalje bio povezan sa industrijom i bio je blisko povezan sa nacionalnim industrijskim izložbama održanim u parku Ueno 1877, 1881. i 1890. godine.
- Gravura Umetničke galerije za prvu nacionalnu industrijsku izložbu (1877)
- Ukijo-e triptih Hirošigea III koji pokazuje njegovu unutrašnjost (1877)
- Mapa vodiča za drugu nacionalnu industrijsku izložbu 1881

## Kolekcija

### Japanska galerija (Honkan)
Galerija Honkan ima 24 izložbena prostora na dva sprata, koji hronološki prikazuju japansku umetnost od glinenih figura iz razdoblja đomon do gravura u drvetu iz 19. veka.
- Ritulna posuda iz razdoblja jomon, Nigata (oko 3.000. p. n. e.)
- Vrč iz jajoi razdoblja, 1. do 3. vek, iz Kugahare, Ota-Ku, Tokio.
- Bodisatva iz razdoblja asuka, 7. vek
- Kakiemon vaza iz razdoblja edo, 17. vek.
- Noh maska iz razdoblja Edo, 18. vek.

### Azijska galerija (Tojokan)
Galerija Tojokan ima deset izložbenih soba na pet spratova, s izvrsnom zbirkom umetničkih i arheoloških predmeta iz raznih azijskih zemalja. Muzej čuva najveću i najznačajniju zbirku korejske umetnosti, ostavštine iz vremena kada je Koreja bila japanska kolonija. Ostale azijske zemlje zastupljene u ovoj galeriji su: Kina, Indija i jugoistočna Azija. Iako nije iz Azije, u ovu galeriju je uvršten i Egipat. Zgrada u kojoj se nalazi Galerija Tojokan izgrađena je 1968. godine, a dizajnirao ju je Taniguči Jošio. Na prvom spratu nalazi se restoran i trgovina u predvorju.
- Jedan od najranijih prikaza Bude iz 1-2 vek, Gandara.
- Bakanalije, grčko-budistička umetnost iz Gandare, 1-2 vek.
- Maitrejski Buda iz dinastije Severni Vei, Kina, 443. god.
- Bodisatva iz dinastije Tang
- Drvena ploča s natpisima Toharaca, Kina, 5. do 8. vek.

### Hjokeikan
Hjokeikan je otvoren 1909. godine u spomen na brak prestolonaslednika (kasnijeg cara Taiša). Kasnije je ta zgrada označena kao kulturno dobro od značaja, a otvorena je samo u posebnim prilikama i privremenim izložbama.

### Heiseikan
Heiseikan je otvoren 1999. godine i uglavnom se koristi za privremene izložbe. Pored toga, na prvom spratu sadrži japansku arheološku galeriju s artefaktima iz razdoblja od 10.000. p. n. e. do 8. veka.
- Najstarije polirane kamene sekire na svetu pre razdoblja đomon (oko 30.000. p. n. e.)
- Statua iz kasnijeg đomona (oko 1000-400. p. n. e.).
- Konjske kočije iz doba Kofun, bronzani detalj ogledala (5-6 vek) iz Eta-Funajama tumula, Kumamoto.
- Kip konja Haniva, upotpunjen vezom i sedlom, 6. vek
- Buda, Asuka razdoblje, 7. vek

### Galerija blaga Horjuji
U ovoj se galeriji nalaze predmeti pronađeni tokom meiđi restauracije, kada je carska porodica 1878. godine preuzela zemlju hrama Horjudži u Nari.

## Literatura
- Imamura, Keiji (1996), The Prehistory of Japan and Its Position in East Asia, London: University College London Press, ISBN 978-0-8248-1852-4.
- Sutherland, Mary;  . (1995), National Parks of Japan, Kodansha, ISBN 4-7700-1971-8.
- Tseng, Alice Y. (decembar 2004), „Styling Japan: The Case of Josiah Conder and the Museum at Ueno, Tokyo”, Journal of the Society of Architectural Historians, 63 (4), Society of Architectural Historians, University of California Press, стр. 472—497, JSTOR 4128015, doi:10.2307/4128015.
- Steve Sundberg, "Ueno Park Museums, c. 1910", Old Tokyo, including images of the National Museum through the 20th century, 2019. (језик: енглески)

## Spoljašnje veze
- Official site, Tokyo National Museum
- Sundberg, Steve (2019), „Ueno Park Museums, c. 1910”, Old Tokyo, including images of the National Museum through the 20th century.

35° 43′ 08″ N 139° 46′ 33″ W / 35.71889° С; 139.77583° З